# 팜므 프라질
팜므 프라질 (femme fragile) (독일어: zerbrechliche Frau) 은 자신감이 넘치는 여성을 상징하는 팜므파탈에 대응되는 개념이다.

## 특징
팜므 프라질은 주로 1890년에서 1905년 사이에 발견된다. 일부분은 팜므파탈과 비슷하지만 여성이 더욱 약하게 묘사된다. 외적으로 취약한 여성은 섬세하고 마르고 피곤하며, 거의 어린 아이처럼 생긴 외모를 하고 있다. 팜프 프라질의 얼굴 표정은 "이환율"과 "이환율 향상"의 특징을 보여준다. 결국, 연약한 여성은 혼자서 너무 약해 보이고 힘이 없어 보이는 여성이기 때문에 남성의 보호가 필요로 한다.

## 같이 보기
1. ↑  Emil Brix, Lisa Fischer (1997). 《Die Frauen der Wiener Moderne》 (Veröffentlichungen der Österreichischen Forschungsgemeinschaft.). Wien: Verlag für Geschichte und Politik. 163쪽. ISBN 3-486-56290-8.
2. ↑  Stephanie Catani (2005). 《Das fiktive Geschlecht: Weiblichkeit in anthropologischen Entwürfen und literarischen Texten zwischen 1885 und 1925》 (Würzburger Beiträge zur deutschen Philologie). Würzburg: Königshausen & Neumann. 102쪽. ISBN 3-8260-3099-0 – 팜므 프라질 - 구글 도서 경유.